# Mascotte du Championnat d'Europe de football
Depuis 1980, chaque Championnat d'Europe de football a sa propre mascotte.
La mascotte de l'Euro s'adresse le plus souvent au jeune public. Elle se présente sous diverses formes, avec notamment des représentations animées et se décline en de nombreux produits dérivés.
| Année | Pays              | Mascotte         | Description |
| 1980  | Italie            | Pinocchio        | Un pantin de bois, avec sur le nez les couleurs de l'Italie et les mots Europa 80 sur le bonnet. |
| 1984  | France            | Peno             | Un coq, souvent utilisé pour représenter la France dans le monde (notamment en rugby à XV). Il porte un maillot bleu et blanc comme l'équipe de France de football.                                                        |
| 1988  | RFA               | Bernie           | Un lapin habillé de rouge, orange, noir et blanc. |
| 1992  | Suède             | Rabbit           | Un lapin jaune et bleu aux couleurs de la Suède. |
| 1996  | Angleterre        | Goaliath         | Un lion noir, blanc et à la crinière rouge, aux couleurs de l'Angleterre. |
| 2000  | Belgique Pays-Bas | Benelucky        | Un "diable-lion" à la crinière noire, jaune, rouge, blanc, bleue et qui porte un ballon de football sur lequel est écrit Euro 2000 surplombé par le logo de l'UEFA.                                                        |
| 2004  | Portugal          | Kinas            | Un garçon portugais à la peau jaune et au sourire éclatant. Il est affublé d'un maillot aux couleurs du Portugal (mauve) et estampillé 04 pour indiquer l'année de la compétition.                                         |
| 2008  | Suisse Autriche   | Trix et Flix     | Des jumeaux footballeurs vêtus alternativement à dominante rouge ou blanche, à la chevelure "en pique" et sur le maillot desquels on peut lire respectivement "20" et "08" pour 2008.                                      |
| 2012  | Pologne Ukraine   | Slavek et Slavko | Des jumeaux footballeurs vêtus pour l'un en rouge et blanc (couleurs de la Pologne), pour l'autre en jaune et bleu (couleurs de l'Ukraine), et sur le maillot desquels on peut lire respectivement "20" et "12" pour 2012. |
| 2016  | France            | Super Victor     | Un petit garçon qui détient des super-pouvoirs grâce à sa cape et ses chaussures magiques qui lui permettent de voler et d’être un petit génie du football                                                                 |
| 2020  | Europe            | Skillzy          | Un personnage inspiré de la culture du freestyle, du street football et du panna. |
| 2024  | Allemagne         | Albärt           | Un hommage à l'image inusable du fidèle ours en peluche allemand, dont on dit qu'il est né en dans le pays au début du XXe siècle. "Bär", signifie ours en allemand.                                                       |